# Homo æqualis
 (décembre 2007).
Homo aequalis : genèse et épanouissement de l’idéologie économique est un ouvrage de l'anthropologue français Louis Dumont publié chez Gallimard en 1977. À travers son analyse, il fait un retour sur la société occidentale pour en comprendre les valeurs et les idéologies.

## Description
L'auteur propose une réflexion sur l'idéologie moderne en partant  du constat qu'il existe deux types de sociétés :
1. Les sociétés de type holiste. Elles valorisent le tout, c’est-à-dire la société. Ainsi, tout ce qui est marginal est fortement réprimé. L’ordre, la hiérarchie sociale et la conformité sont les maîtres mots de ce type de société.
2. Les sociétés de type individualiste. Dans ce cas, c’est le besoin des individus qui prime sur celui de la société. La valeur suprême est l’égalité entre les individus Mais ce type de société est beaucoup plus rare. On ne le trouve qu’en Occident et il s’est formé petit-à-petit depuis le XVIIIe siècle.

À partir de ce constat, l’anthropologue affirme que c’est l’évolution de l’économie qui a permis l’individualisme caractéristique de notre société. Au départ, l’économie et la politique sont étroitement imbriquées dans la religion. 
Il suffit de penser à la monarchie de droit divin et à l’interdiction d’accumuler de l’argent, celle de jouer à des jeux d’argent ou de créer des banques. Petit à petit, comme l’affirme Dumont, l’économie va devenir indépendante à la fois de la morale et de la politique. Pour illustrer son propos, l’auteur évoque différents points de vue de l’économie. Il s’agit de la vision des mercantilistes, de Quesnay, de Locke, de Mandeville, de Smith et enfin de Marx. A mesure que l’on se rapproche du XXe siècle, les auteurs ont une vision où l’économie devient une branche de plus en plus indépendante et de plus en plus forte.
Louis Dumont utilise un exemple qui montre que le passage d’un type de société holiste à individualiste va de pair avec la transformation de l’économie : l’économie au Moyen Âge. Si on l'observe, on voit que la richesse est dite immobilière, car ce sont les terres que les seigneurs possèdent qui organisent l’échange. Ceux qui les détiennent ont le pouvoir. Le système est hiérarchisé et il y a une forte interdépendance entre les êtres humains, car le seigneur a besoin du paysan pour la nourriture et réciproquement, le paysans a besoin du seigneur pour la terre et la protection. Il en résulte une forte cohésion sociale et donc un grand conformisme. Puis on passe à un système de richesse mobilière, c’est-à-dire un système d’échange dont le mode de transaction est l’argent. Il suffit de travailler plus pour monter dans la hiérarchie sociale, car tout le monde est placé sur un pied d’égalité. Le rapport aux autres n’est plus nécessaire et c’est le rapport aux objets qui priment. Il en résulte une indépendance des individus menant à la disparition du conformisme, l’égalité, la liberté, l’autonomie mais le revers de la médaille est qu’il peut se développer une société anomique où le désordre est la conséquence de l’absence d’interdit.
À partir de ce constat, l'anthropologue va développer la vision de plusieurs philosophes pour montrer l'évolution de la société occidentale. Pour les mercantilistes, il faut raisonner au niveau de la nation tout entière. Le seul moyen pour celle-ci de s’enrichir est de faire du commerce international, car c’est le seul cas où la balance des payements peut augmenter. Avec Quesnay, on raisonne toujours d’une manière holiste avec trois types de classes, les agriculteurs, les ouvriers industriels et les rentiers. Seule l’agriculture est considérée comme non stérile. Mais, avec Locke, la politique se différencie. Tous les hommes sont égaux et donc la propriété appartient aux individus, ce ne sont donc plus les seigneurs qui possèdent les terres et la société devient individualiste. L’aspect le plus intéressant concerne l’indépendance de l’économie par rapport à la morale. 
Dumont reprend Bernard Mandeville pour illustrer son analyse. Dans La Fable des abeilles, l’écrivain décrit une ruche qui symbolise la société. Celle-ci est dominée par le vice, mais elle est prospère. On est cependant nostalgique de la vertu et un jour, une prière est exaucée ; la ruche devient alors vertueuse, mais la pauvreté règne. Ainsi l’économie serait orientée vers le bien et aurait sa propre morale. Si on tente de lui imposer des normes, elle laisse place à la pauvreté. Comme le souligne Adam Smith, en recherchant leurs intérêts propres, les êtres humains contribuent au bien collectif. Mais cependant, Mandeville ne va pas prétendre que tous les vices sont bénéfiques à la société ; il faut « la manipulation adroite d’un politicien  ». Prenons deux exemples contraires à la morale mais bénéfiques à la société. Si un individu est orgueilleux, il va avoir des goûts de luxe et donc il va falloir produire des biens, ce qui va faire tourner l’économie, ce qui contribuera au bien-être de la société. Autre exemple : l’incendie de Londres a été bénéfique, car il a contribué à créer des emplois.  Cette idée va être reprise par Smith. Toute son œuvre se centre sur un aspect : la valeur d’un bien provient du travail. C’est donc l’homme qui est le créateur de richesse, cela implique une égalité pour tous. Avec Marx, on atteint l’apothéose de l’économie. En effet, non seulement l’économie est indépendante de la morale et de la politique, mais c’est elle qui les domine, de même que l’histoire et la sociologie. 
C’est l’infrastructure qui détermine la superstructure. Certains prétendent que Marx est holiste, mais l’auteur prétend le contraire. En effet, Marx recherche le bien non pas de la société prise dans son ensemble mais de l’ensemble des individus. Il centre sa philosophie sur le travail qui est individuel. Comme le dit Dumont : « Marx est lui aussi en fin de compte à l’intérieur d’une sorte de conception de droit naturel de l’homme, transcendant toutes constitutions sociales et stades de production particuliers[citation nécessaire] ».
En se référant à ces auteurs, Dumont montre que l’émancipation de l’économique vis-à-vis du politique et de la morale entraîne une harmonie naturelle des intérêts, qui implique le laisser-faire, le libre commerce et la position ultime qui est le libéralisme économique. 
Ce rapport entre le système économique et l'idéologie de la société permet de dégager plusieurs remarques. À travers l’œuvre de Dumont, il y a une véritable apologie du libéralisme économique. En effet, à notre époque, la liberté des individus, l’égalité entre eux sont des valeurs essentielles. Dès lors qu’elles sont liées à notre mode économique qu’est le libéralisme, il devient gênant de remettre celui-ci en cause, car ce serait revenir à des sociétés inégalitaires de type holiste. 
En 1991, Louis Dumont fait paraître un deuxième volume intitulé  Homo aequalis. 2. L'idéologie allemande.

## Source
- Louis Dumont, Homo aequalis : genèse et épanouissement de l'idéologie économique, Paris, Gallimard, 1977.  (ISBN 978-2-07-029540-1)